# Hallingebergs landskommun
Hallingebergs landskommun var tidigare en kommun i Kalmar län.

## Administrativ historik
Den 1 januari 1863 började kommunalförordningarna gälla och då inrättades cirka 2 500 kommuner (städer, köpingar och landskommuner), tillsammans täckande hela landets yta.
I Hallingebergs socken i Södra Tjusts härad i Småland inrättades då denna kommun.
Hallingeberg påverkades inte av den landsomfattande kommunreformen 1952, medan 1971 års kommunreform medförde att området från det året kom att ingå i Västerviks kommun.
Kommunkoden 1952-1970 var 0806.

### Kyrklig tillhörighet
I kyrkligt hänseende tillhörde kommunen Hallingebergs församling.

## Kommunvapnet
Blasonering: I blått fält ett mantelsnitt av silver, belagt med ett grönt cederträd med en röd krona uppträdd på stammen.
Detta vapen fastställdes av Kungl. Maj:t den 20 januari 1955 och avskaffades när kommunen upphörde den 1 januari 1971.

## Geografi
Hallingebergs landskommun omfattade den 1 januari 1952 en areal av 172,07 km², varav 157,02 km² land.

### Tätorter i kommunen 1960
I Hallingebergs landskommun fanns tätorten Ankarsrum, som hade 1 900 invånare den 1 november 1960. Tätortsgraden i kommunen var då 59,1 procent.

## Politik

### Mandatfördelning i valen 1938-1966
| 17 | 4 |  | 3 |

| 22 |

| 16 |  | 5 | 3 |

| 22 |

| 17 | 5 | 3 |

| 22 |

| 16 | 4 | 2 | 3 |

| 22 |

|  | 15 | 4 | 2 | 3 |

| 22 |

| 16 | 4 | 2 | 3 |

| 20 | 5 |

| 17 | 4 |  | 3 |

| 20 | 5 |

| 15 |  | 4 | 2 | 3 |

| 21 | 4 |